# Karl-Einar Sjögren
Karl-Einar Fridolf Sjögren (ur. 29 września 1871 w Sztokholmie, zm. 6 maja 1956 tamże) – szwedzki żeglarz, olimpijczyk.
Na regatach rozegranych podczas Letnich Igrzysk Olimpijskich 1908 wystąpił w klasie 6 metrów zajmując 5 pozycję. Załogę jachtu Freja tworzyli również Jonas Jonsson i Birger Gustafsson.